# Монастырское (Татарстан)
Монастырское (тат. Монастырски) — село в Тетюшском районе Республики Татарстан России. Административный центр Монастырское сельского сельского поселения.

## География
Село находится в юго-западной части Татарстана, в зоне хвойно-широколиственных лесов, в пределах восточной окраины Приволжской возвышенности, на берегах реки Улёмки, к западу от автодороги 16К-0980, на расстоянии примерно 8 километров (по прямой) к северу от города Тетюши, административного центра района. Абсолютная высота — 143 метра над уровнем моря.

### Климат
Климат характеризуются как умеренно континентальный, с умеренно холодной продолжительной зимой и относительно жарким летом. Среднегодовая температура воздуха составляет 2,9 °С. Средняя температура воздуха самого холодного месяца (января) — −13,5 °C (абсолютный минимум — −36 °C); самого тёплого месяца (июля) — 19,4 °C (абсолютный максимум — 44 °C). Безморозный период длится 136 дней. Среднегодовое количество атмосферных осадков составляет 486 мм, из которых около 326 мм выпадает в период с апреля по октябрь.

### Часовой пояс
Село Монастырское, как и весь Татарстан, находится в часовой зоне МСК (московское время). Смещение применяемого времени относительно UTC составляет +3:00.

## Население
Население села в 2012 году составляло 390 человек.

### Национальный состав
Согласно результатам переписи 2002 года, в национальной структуре населения русские составляли 91 % из 455 чел.